# James Allison
James Allison (Louth, Lincolnshire, 21. veljače 1968.), tehnički direktor momčadi Mercedes AMG F1 u Formuli 1.

## Karijera
Nakon što je 1991. diplomirao u smjeru strojarstva i aerodinamike na sveučilištu Cambridge, Allison je dobio mjesto u Formula 1 momčadi Benetton pod vodstvom šefa aerodinamike Willema Toeta. Kratko vrijeme bio je šef aerodinamike u momčadi Larrousse, na čijem je bolidu radio 1994., prije nego što se momčad na kraju raspala. Poslije toga, sredinom 90-ih natrag se vratio u Benetton, ovaj put kao šef aerodinamike. Početkom 2000. prelazi u Ferrari u čijem je aero odjelu radio punih 4 godine, što je ujedno bilo Ferrarijevo najuspješnije razdoblje u Formuli 1. 2005. kao zamjenik tehničkog direktora momčadi Renault F1 vratio se u Enstone, te u narednih 2 godine s njima osvaja dvostruku titulu. Na mjesto glavnog tehničkog direktora dolazi 2009. godine. Na istom mjestu ostao je i nakon što je vlasništvo nad momčadi Renault F1 preuzela je luksemburška investicijska firma Genii, a momčad bila preimenovana u Lotus F1 Team. 2011. imenovan je šefom tehničkog odjela FOTA-e. 2013. vraća se u Ferrari na mjesto tehničkog direktora gdje ostaje sve do 27. srpnja 2016. kada napušta Ferrari nakon obiteljske tragedije. U veljači 2017. preuzima mjesto tehničkog direktora u momčadi Mercedes AMG F1.

## Vanjske poveznice
- Službeni profil  Arhivirana inačica izvorne stranice od 12. listopada 2017. (Wayback Machine) na Mercedes AMG F1 Team